# Ніколаєвка (Табунський район)
Нікола́євка (рос. Николаевка) — село (в минулому селище) у складі Табунського району Алтайського краю, Росія. Входить до складу Серебропольської сільської ради.

## Населення
Населення — 199 осіб (2010; 230 у 2002).
Національний склад (станом на 2002 рік):
- німці — 41 %
- росіяни — 37 %